# Shōzō Kaga
Shōzō Kaga (加賀 昭三 Kaga Shōzō?, nacido en 1950) es un diseñador de videojuegos y guionista japonés, más conocido como el creador de la serie Fire Emblem. Durante su carrera en Intelligent Systems, lideró el desarrollo de Fire Emblem desde sus inicios hasta el lanzamiento de Fire Emblem: Thracia 776. Además de ser el líder de desarrollo, fue un importante contribuyente creativo en el escenario, la historia y la presentación de cada juego. 
Tras su salida de Intelligent Systems en 1999, continuó trabajando en el diseño de juegos fundando el estudio independiente Tirnanog y desarrollando la serie Tear Ring Saga, cuyas estrechas similitudes con Fire Emblem provocarían una demanda de Nintendo. Tras el lanzamiento de Berwick Saga en 2005 , Kaga tomó una aparente pausa en la producción de videojuegos, que duró una década hasta la producción y lanzamiento de Vestaria Saga en 2016.

## Juegos diseñados
- Serie Fire Emblem
  - 1990: Fire Emblem: Ankoku Ryū to Hikari no Tsurugi
  - 1992 - Fire Emblem Gaiden
  - 1994 - Fire Emblem: Monshō no Nazo
  - 1996 - Fire Emblem: Seisen no Keifu
  - 1997 - BS Fire Emblem: Akaneia Senki
  - 1999 - Fire Emblem: Thracia 776
- Serie Tear Ring Saga
  - 2001 - Tear Ring Saga
  - 2005 - Berwick Saga
- Otro 
  - 1998 - Super Famicom Wars
  - 2000 - Trade & Battle: Card Hero (Asesor técnico)
  - 2016 - Vestaria Saga[1]